# Dell
Dell Inc. er en amerikansk producent af computere og computerhardware med hovedsæde i Round Rock, Texas. Dell er grundlagt af Michael Dell i 1984. Siden september 2016 har Dell haft Dell Technologies som holdingselskab.

## Ekstern henvising
- Wikimedia Commons har flere filer relateret til Dell

| Firma | Spire Denne artikel om et firma eller en virksomhed i USA er en spire som bør udbygges. Du er velkommen til at hjælpe Wikipedia ved at udvide den. |